# Шварце, Бронислав
Бронислав Шварце (пол. Bronisław Antoni Szwarce, 7 октября 1834, имение Локрист в Бретани — 18 февраля 1904, Львов) — польский революционер, один из руководителей январского восстания (1863).

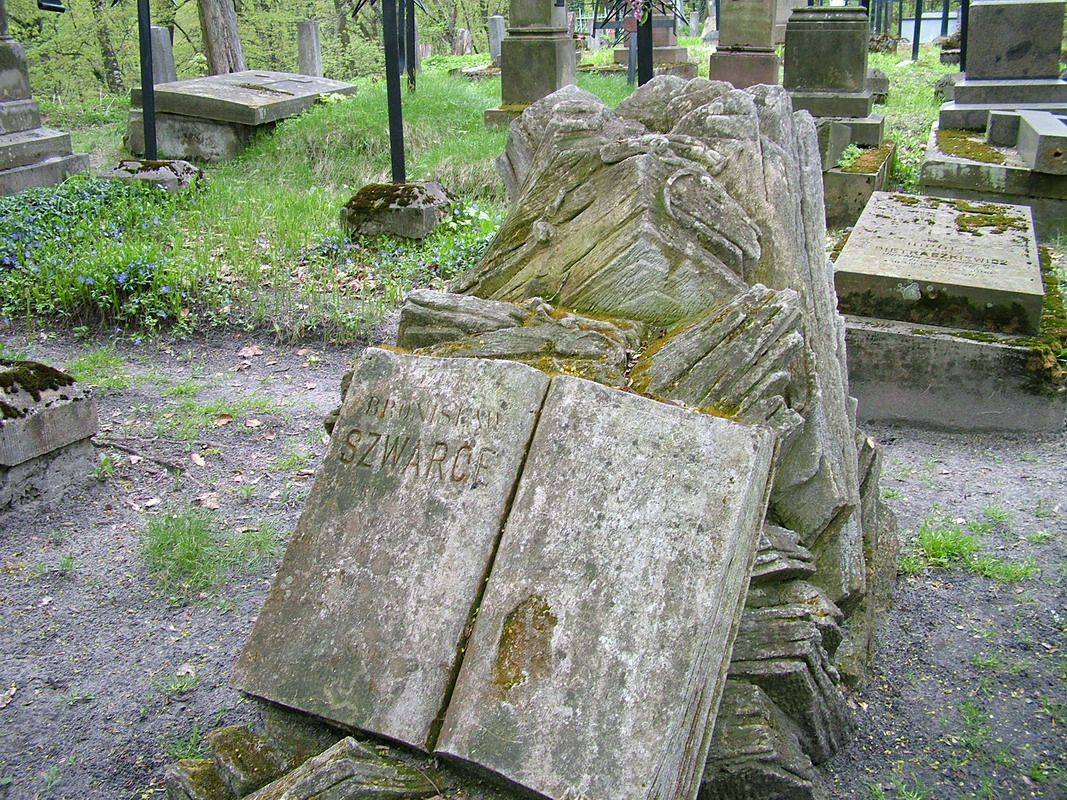
Могила на Лычаковском кладбище

## Биография
Родился во Франции в семье польского эмигранта, участника восстания 1830 года. В 1855 году окончил Парижскую высшую политехническую школу (École Centrale). C 1860 года работал на строительстве Петербургско-Варшавской железной дороги. Летом 1862 года перешёл на нелегальное положение, вошёл в состав Центрального национального комитета партии «красных», примыкал к левому революционно-демократическому крылу, сторонник радикальных аграрных преобразований и союза с русскими революционерами. 11 (23) декабря 1862 года, незадолго до начала вооружённого восстания, был арестован в Варшаве; при аресте оказал вооруженное сопротивление ранив из револьвера жандарма.
19 мая 1863 года приговорён к смертной казни, замененной вечной каторгой благодаря вмешательству французской императрицы Евгении, так как он оставался гражданином Франции. До 1870 находился в заключении в Шлиссельбургской крепости, затем отправлен в ссылку в Туркестан, а затем Сибирь, жил с 1879 в Томске.
Во время пребывания в ссылке в Сибири подружился с другим «шлиссельбуржцем», политизаключенным В.Лукасиньским, a также Ю.Пилсудским и, считаясь в этом районе польским авторитетом, был одним из его менторов.
Помогал бежать другим ссыльным, за что срок ссылки ему был увеличен. В 1892 году освобождён из ссылки, выехал в Галицию.
Жил в Кракове и Львове. В 1893 написал книгу воспоминаний «Семь лет в Шлиссельбурге». В 1906 русский перевод книги был издан издательством «Друг народа» в Петербурге, но был немедленно изъят правительством из обращения и уничтожен. Второй перевод вышел в Москве в 1929 в издательстве всесоюзного общества Политкаторжан и ссыльно-переселенцев.
Умер во Львове. Похоронен на Лычаковском кладбище.

## Ссылка
- Bronisław Szwarce